# Le Dôme (Caen)
Pour les articles homonymes, voir dôme.
Le Dôme, anciennement Maison de la recherche et de l'imagination, est un centre de culture scientifique, technique et industrielle situé à Caen à proximité du Cargö. Il est géré par l'association Relais d'sciences.
Le Dôme, fait partie intégrante du réseau Cogito Normandie, le réseau régional des acteurs et actrices de la culture scientifique, technique et industrielle.
Dans le cadre de la stratégie Science avec et pour la société et grâce à une étroite collaboration entre l’Université de Caen Normandie et le Dôme, un parcours unique en France a été créé : Médiation science et société : recherche et innovation participatives. Ce parcours conduit à l’obtention d’un diplôme de niveau bac +5 : le Master Information, médiation scientifique et technique .

## Activités
Le Dôme est un Tiers-lieu. Un espace collaboratif d’innovation ouvert à tous les publics. Il propose des actions de culture scientifique et technique autour de projets de recherche et d’innovation.
Quotidiennement, ce centre est accessible pour ces ateliers, conférences ou événements de formation ou de sciences et recherches participatives . Ainsi que pour son Fablab, ouvert deux après-midi par semaine .
Ponctuellement, le Dôme organise des événements plus conséquent, tel que :
- Le TURFU Festival. Chaque année depuis 2017, le Dôme accueille en Normandie, le premier festival français dédié aux sciences, à l’innovation et aux recherches participatives .
- Le concours Têtes Chercheuses. Depuis 2010, ce concours vise à encourager les démarches innovantes des équipes de recherche publiques et privées de Normandie en matière de médiation scientifique. Pour se faire, deux prix sont décerné : le Prix Musée Schlumberger et le Prix UNICAEN “Science & Société” .

## Architecture
Le bâtiment, construit par Bruther architectes, a reçu le prix de l'Équerre d'argent dans la catégorie lieu d'activité en 2016. En 2018, il reçoit le prix de l'architecture et de l'aménagement normand (PAAN) dans la catégorie Culture (ex æquo avec l'aménagement de la chapelle Corneille à Rouen).